# 大関橋
大関橋（おおぜきばし）は、長野県飯山市大字常盤字大倉崎 - 大字瑞穂字関沢の千曲川に架かる長野県道419号関沢小沼線の橋長442.55 m（メートル）のトラス橋・桁橋。

## 概要

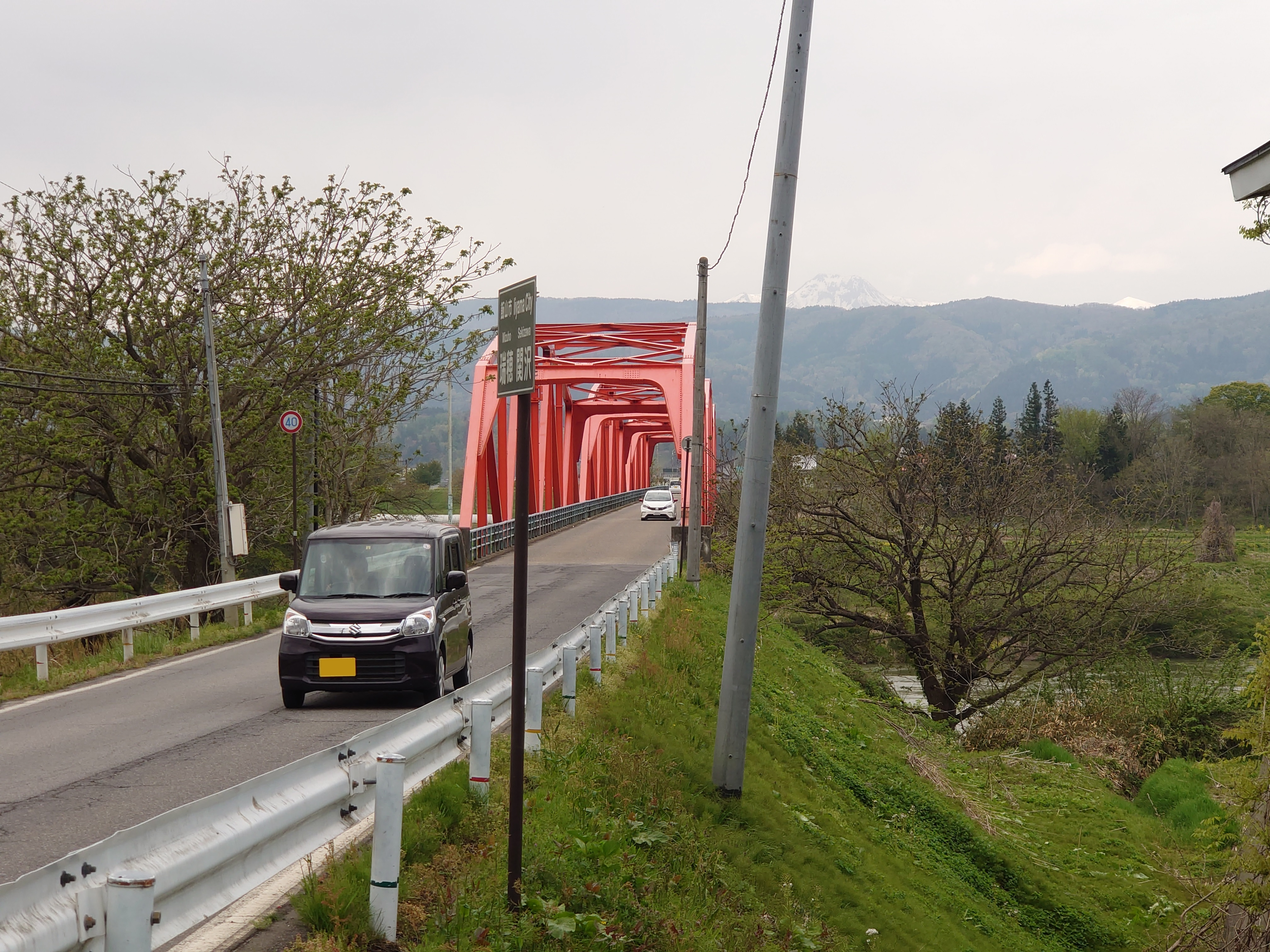
右岸から見た大関橋。

- 形式 - 鋼活荷重合成鈑桁10連・鋼下路単純ワーレントラス橋3連
- 橋長 - 442.550 m
  - 支間割 - 10×25.3 m + 3×60.000 m
- 活荷重 - 第2種 (TL-14) + 雪 (100 kg/m2)
- 幅員
  - 総幅員 - 6.100 m
  - 有効幅員 - 5.500 m
  - 車道 - 5.500 m
  - 歩道 - なし
- 床版 - 鉄筋コンクリート
- 基礎 - ケーソン4基・版式橋脚10基
- 施工 - 浦賀重工業（上部工）・大同建設（下部工）[1]
- 架設工法 - トラッククレーンベント工法（合成桁部）・ケーブルエレクション工法（トラス部）

## 歴史
大倉崎と関沢を結ぶ大倉崎の渡しがあったが、大正時代に舟橋が架橋された。昭和になって木橋となったが、1945年（昭和20年）の洪水のため流失した。1947年（昭和22年）に仮橋が架橋されたが、洪水の都度、橋板の撤去・再設置を要し消防団にとって負担が大きかった。このため、常盤村・瑞穂村によって永久橋架設同期会が結成され、1954年（昭和39年）の合併後も飯山市によって継承された。1958年（昭和33年）、1959年（昭和34年）に台風による洪水のため木橋が流失し、これを契機に永久橋架設の機運が高まり、1960年（昭和35年）に着工、総工費1億7,062万円を費やして1965年（昭和40年）12月24日に開通した。
左岸には小菅の一の鳥居跡がある。